# Löningen
Löningen is een gemeente in de Duitse deelstaat Nedersaksen, gelegen in het Landkreis Cloppenburg. De stad telt 13.561 inwoners.

## Ligging, verkeer, vervoer
Löningen heeft een oppervlakte van 143 km² en ligt aan de Bundesstraße 213, 64 km ten noordoosten van Nordhorn en 24 km ten zuidwesten van  Cloppenburg in het noorden van Duitsland.
De spoorlijn, waaraan de stad ligt, van Meppen naar Essen (Oldenburg), wordt alleen door goederentreinen en af en toe door stoomtreinen voor toeristische ritten gebruikt.
Löningen heeft met alle omliggende steden streekbusverbindingen.
De gemeente ligt aan de westkant van een binnendelta-gebied van de rivier de Hase (die zelf direct langs Löningen stroomt). Dit is van oudsher een vruchtbaar landbouwgebied. Ter voorkoming van overstromingen en ter algemene regeling van de waterhuishouding werden vanaf de 18e t/m de 20e eeuw diverse kleine afwateringskanalen gegraven. Met de omliggende gemeenten vindt reeds sinds de 18e eeuw over de waterhuishouding regelmatig overleg plaats.
Ten zuiden en zuidwesten van de gemeente scheidt een uitgestrekt hoogveengebied, het Hahnenmoor, de gemeente van de Ankumer Höhen, een bosrijke, tot 140 m hoge heuvelrug.

### Stadsdelen

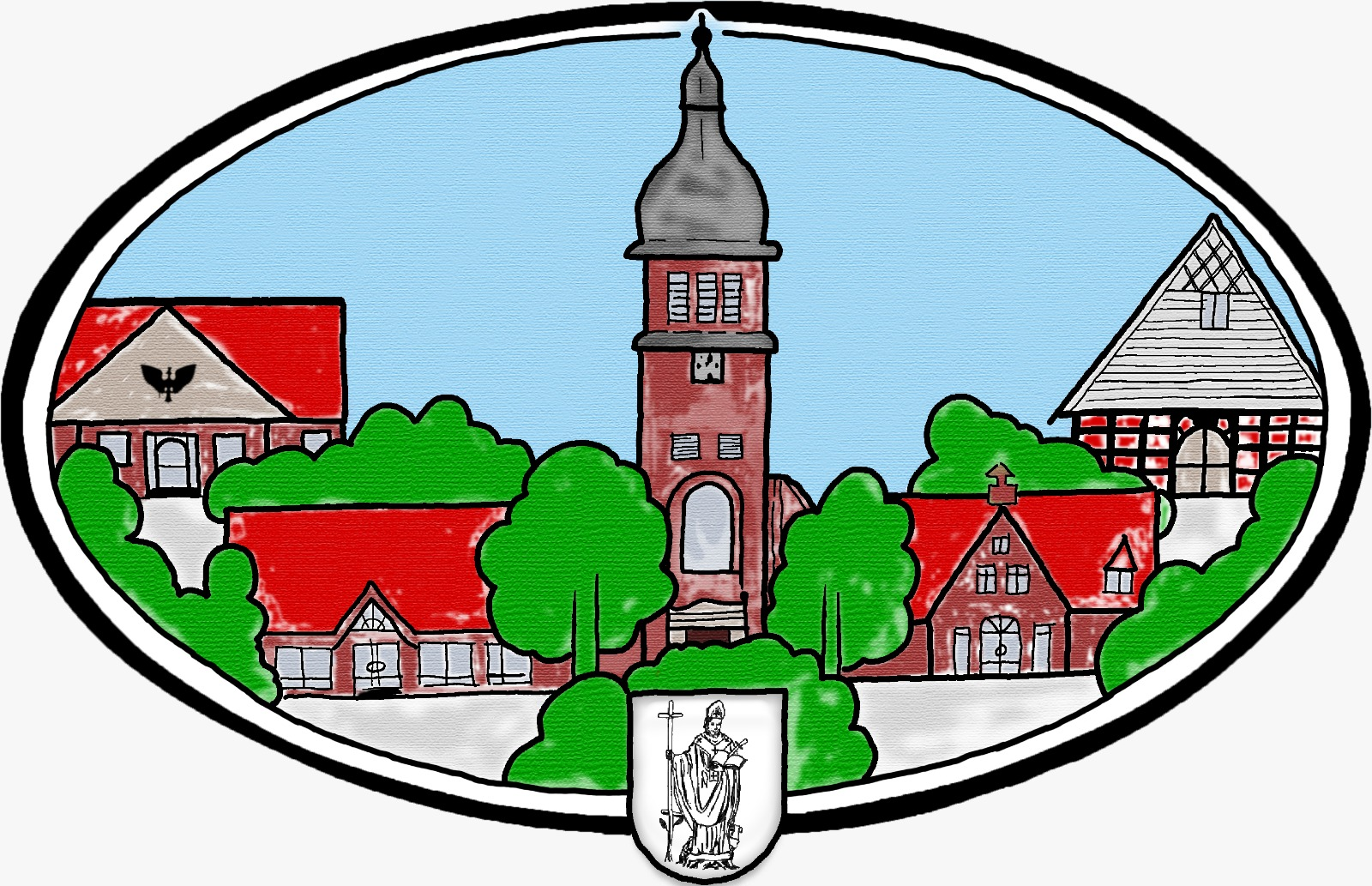
Embleem van Ortsteil Benstrup/Steinrieden/Madlage

De stad Löningen bestaat uit Löningen zelf, alsmede 30 kleine dorpen en gehuchten, te weten:
- Altenbunnen
- Angelbeck
- Augustenfeld
- Böen
- Benstrup, één bijna 600 inwoners tellend Ortsteil inclusief:
  - Steinrieden
  - Madlage
- Bokah
- Borkhorn
- Gut Duderstadt
- Düenkamp
- Ehren
- Elbergen
- Windhorst
- Evenkamp
- Farwick
- Hagel
- Helmighausen
- Holthausen
- Huckelrieden
- Lewinghausen
- Lodbergen
- Meerdorf
- Neuenbunnen
- Röpke
- Schelmkappe
- Vehrensande
- Wachtum (bijna 1.000 inwoners)
- Werwe
- Winkum

Volgens de website van de gemeente had deze eind 2017 in totaal 14.517 inwoners. Recente gegevens, uitgesplitst per Ortsteil, zijn niet beschikbaar.

## Economie
In Löningen is het hoofdkantoor en een belangrijke productielocatie gevestigd van Remmers AG, een grote fabriek van verf, lak, materialen om kelders waterdicht te maken en aanverwante producten. Het bedrijf heeft in Apeldoorn een Nederlands filiaal. Bij dit bedrijf werken te Löningen ca. 1.000 mensen.
De gemeente telt ook enige middelgrote bedrijven op het gebied van de machinebouw, de productie van machine- en spoorwegwagon-onderdelen, de bouwnijverheid en de voedingsmiddelenindustrie.
Verder is de landbouw van belang, en is er, door de ontwikkeling van recreatiemogelijkheden langs de Hase, ook enig toerisme ontstaan.
Löningen ligt nabij de Saskiabron, waar mineraalwater vandaan wordt gehaald onder de naam Quelle.

## Geschiedenis
Blijkens de aanwezigheid van een megalietgraf bij Wachtum, was het gebied van Löningen reeds in de Jonge Steentijd bewoond door dragers van de Trechterbekercultuur ( 3200-2500 v.Chr.).
De plaats ligt aan een zeer oude handelsweg , die Vlaamse Straat genoemd werd (waar nu de B 213 loopt) Lübeck- Hamburg- Bremen- Nederlandse grens in Twente- Deventer- Antwerpen- Brugge, en ontstond in de tijd van Karel de Grote (rond 800). In die tijd werd de eerste St.-Vituskerk gebouwd. Het dorp behoorde tot het Prinsbisdom Münster en deelde de geschiedkundige lotgevallen daarvan. Op een periode van 1543-1613 na, toen de streek overwegend evangelisch-luthers was, was (en is) de bevolking overwegend rooms-katholiek. Ook de meeste kleine dorpen in de gemeente ontstonden tussen 1000 en 1300 rondom kleine kerkjes, kasteeltjes of grote boerderijen. 
Op 11 april 1945, aan het eind van de Tweede Wereldoorlog, werd het stadje aangevallen en zwaar beschoten door geallieerde troepen. De plaatselijke pastoor, Ernst Henn, waagde zich in het artillerievuur om op het plaatselijke ziekenhuis een witte vlag te hijsen ten teken van overgave. 
Henn werd zelf  nog dodelijk door een artilleriegranaat getroffen, maar de geallieerden staakten het vuren. Waarschijnlijk heeft dit het verlies van vele mensenlevens verhinderd. 
Henn wordt om deze redenen in Duitsland als martelaar beschouwd. De stad Cloppenburg heeft in 2019 te zijner ere een prijs ter beloning van bijzondere moed ingesteld.
Na de oorlog bloeide de gemeente op door de vestiging van enige industrie. In 1982 kreeg Löningen het recht, zich stad te noemen.

## Bezienswaardigheden, toerisme
Löningen heeft de status van Staatlich anerkannter Erholungsort, officieel erkende plaats voor recreatie.
- De massieve St.-Vituskerk in Löningen dateert uit 1813, de toren uit 1960. Het zeer bezienswaardige, grotendeels barokke interieur is afkomstig uit de kerk van een in de Napoleontische tijd te Vechta gesloten klooster.
- Landgoed Duderstadt met de oude watermolen, tegenwoordig café-restaurant
- Kinotechnische Sammlung (particulier bioscoopmuseum), (zie weblink), iedere donderdagmiddag op afspraak in het kader van een rondleiding te bezoeken
- Langs de rivier de Hase zijn fietstochten mogelijk; langs de rivier zijn op diverse plaatsen beelden en andere kunstwerken geplaatst. Op de rivier is het mogelijk, tochten per kano te ondernemen.
- Op het spoorlijntje van Essen via Löningen naar Meppen worden in de zomer toeristische ritten per stoomtrein georganiseerd. De toerist wordt geacht zijn of haar fiets mee te nemen, daar een deel van de rit in de trein en een ander deel als fietstocht plaatsvindt.
- In Benstrup staat de in 1921 voltooide, rooms-katholieke Bonifatiuskerk. Deze kreeg in 1927 een opvallend interieur met o.a. wandschilderingen in de stijl der zogenaamde Nazareners.

## Belangrijke personen in relatie tot de gemeente

### Geboren
- Karl Bernhard Kurt Schmücker (* 10 november 1919 ,  † 6 januari 1996, te Löningen) Duits CDU-politicus; van 1963-1966 Bondsminister van economische zaken en aansluitend tot 1969 de laatste Bundesschatzminister[2]. In 1964 was hij betrokken bij de oprichting van de Stiftung Warentest, de Duitse Consumentenbond. Van 1972-1986 was hij, pro Deo, burgemeester van zijn geboorteplaats; hij wist in 1982 te bewerken, dat Löningen zich stad mocht noemen. In het centrum van Löningen is een plein naar hem genoemd.
- Marco di Carli (12 april 1985), zwemmer

## Galerij

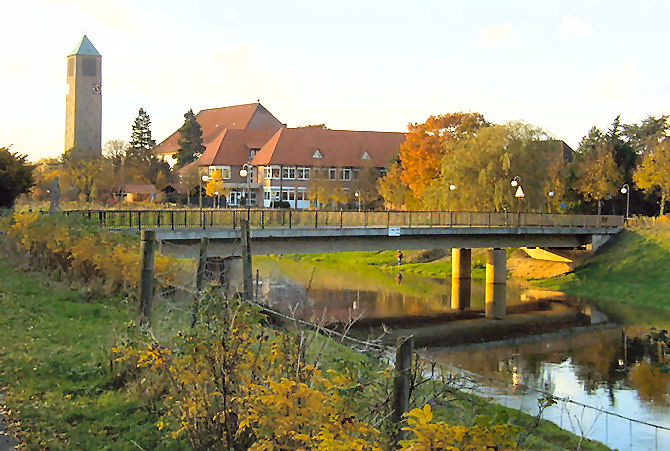
Löningen, gezicht op de Sint-Vituskerk
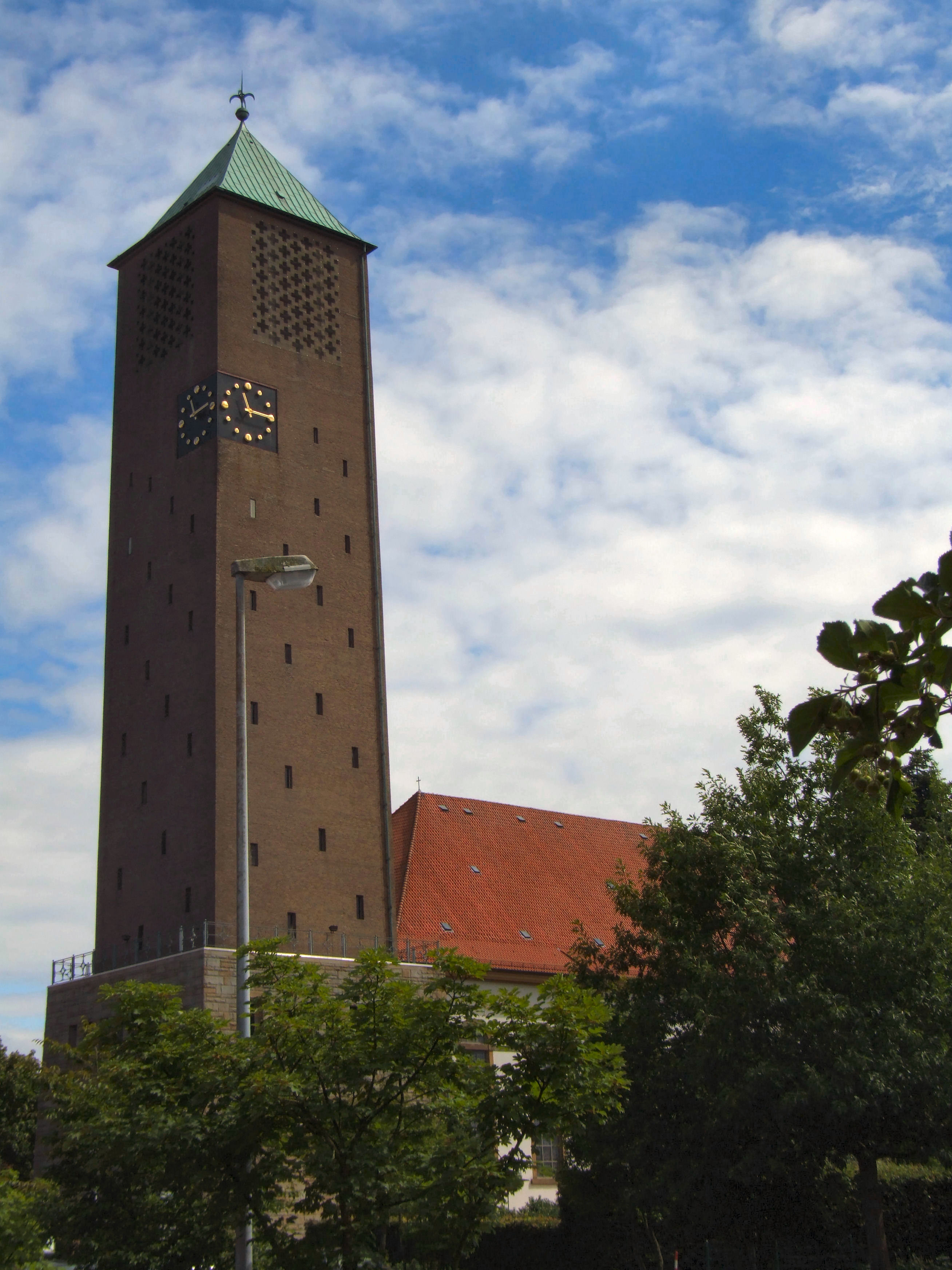
Sint-Vituskerk
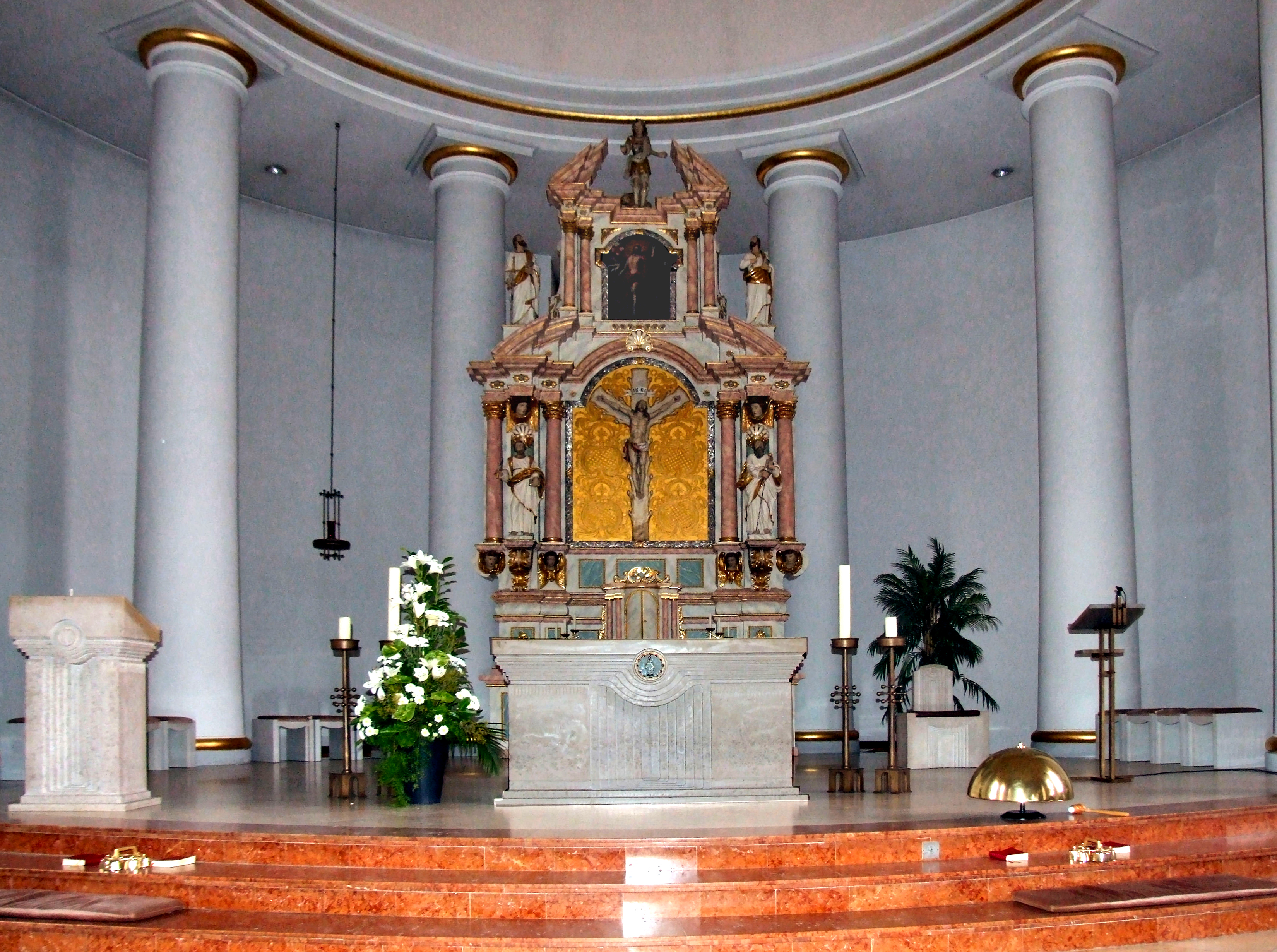
Koor en hoogaltaar in de St. Vituskerk
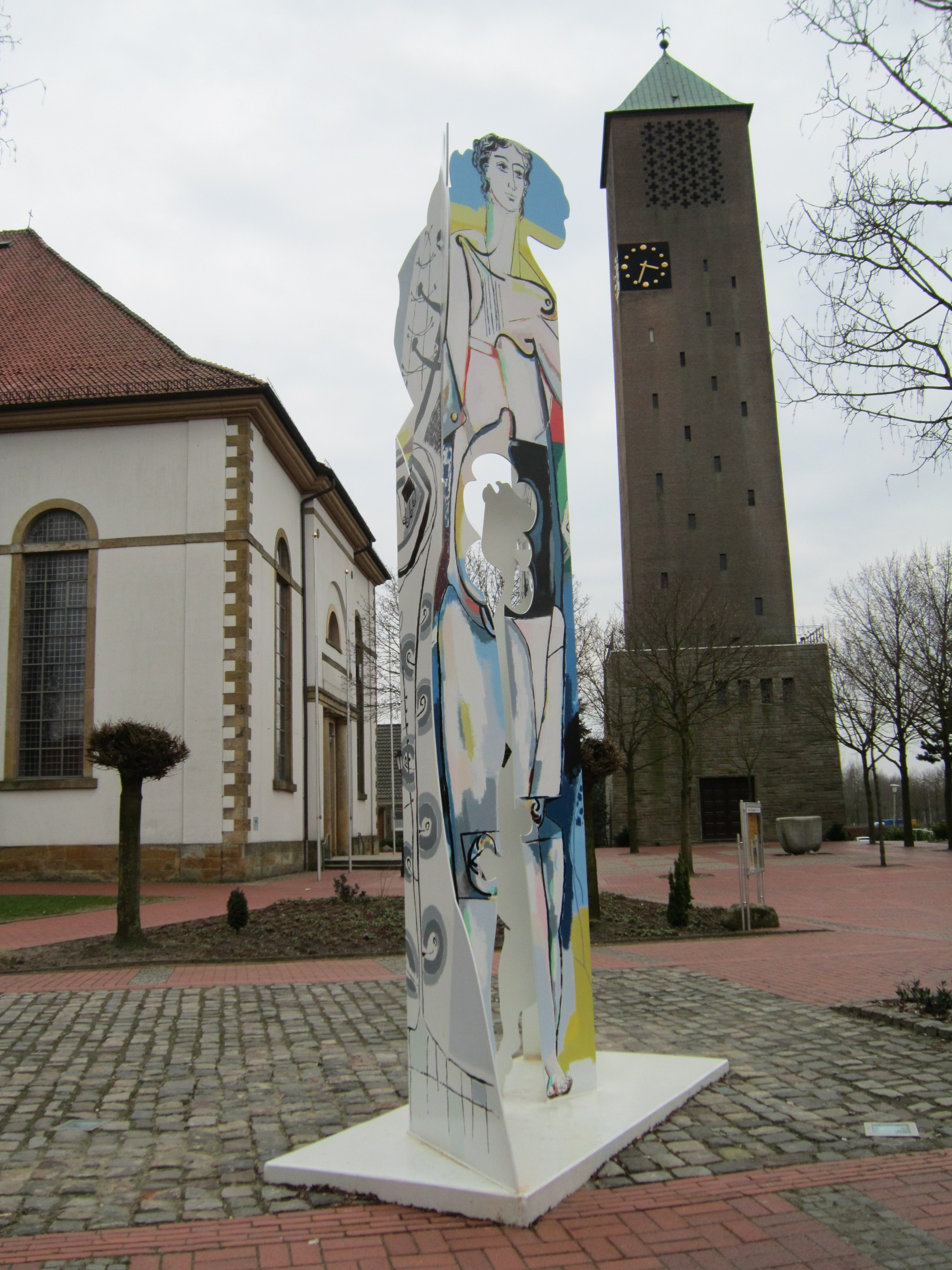
Kunstwerk „Man met schaap“ bij de St. Vituskerk
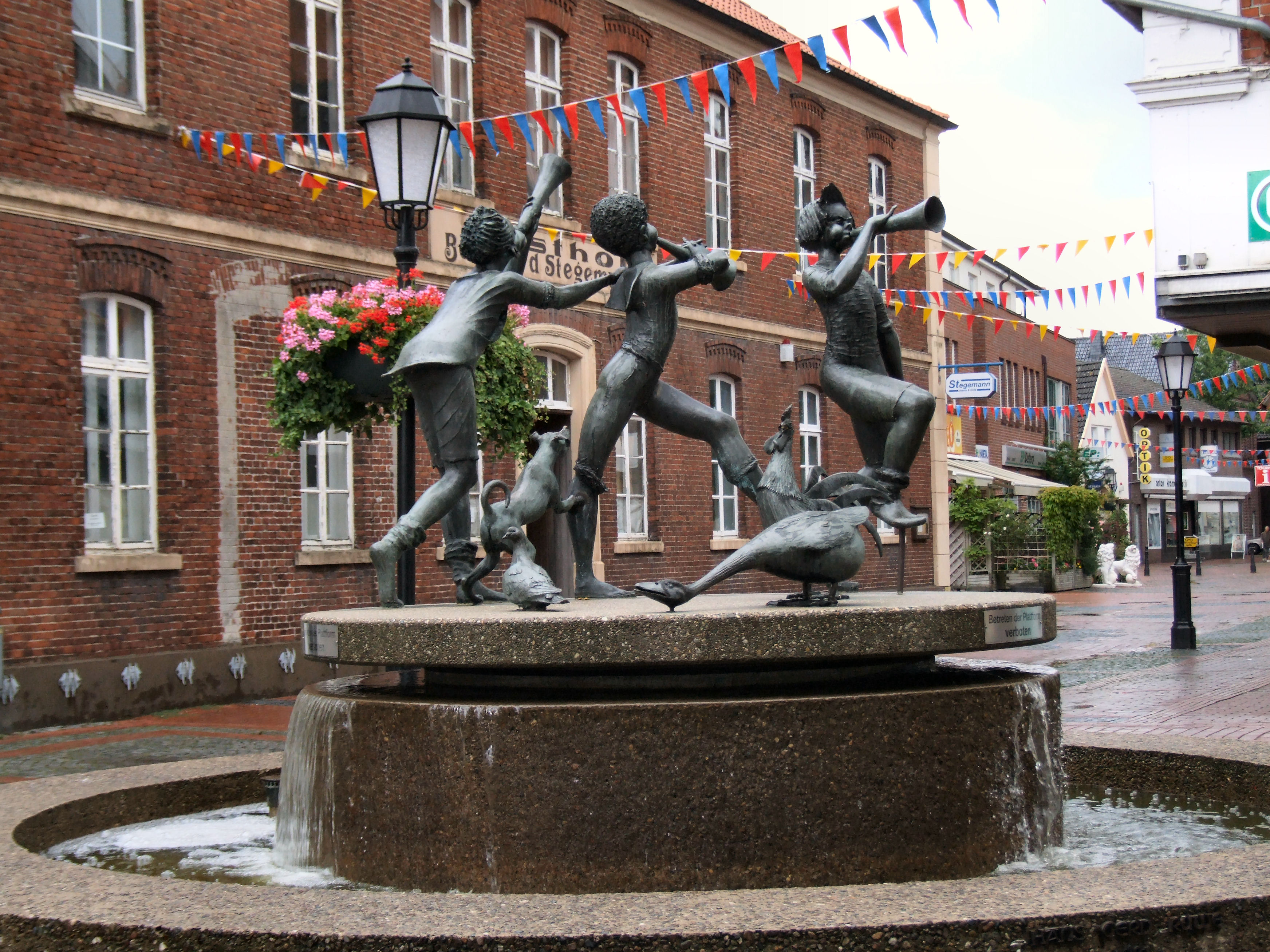
Adventsfontein in het centrum
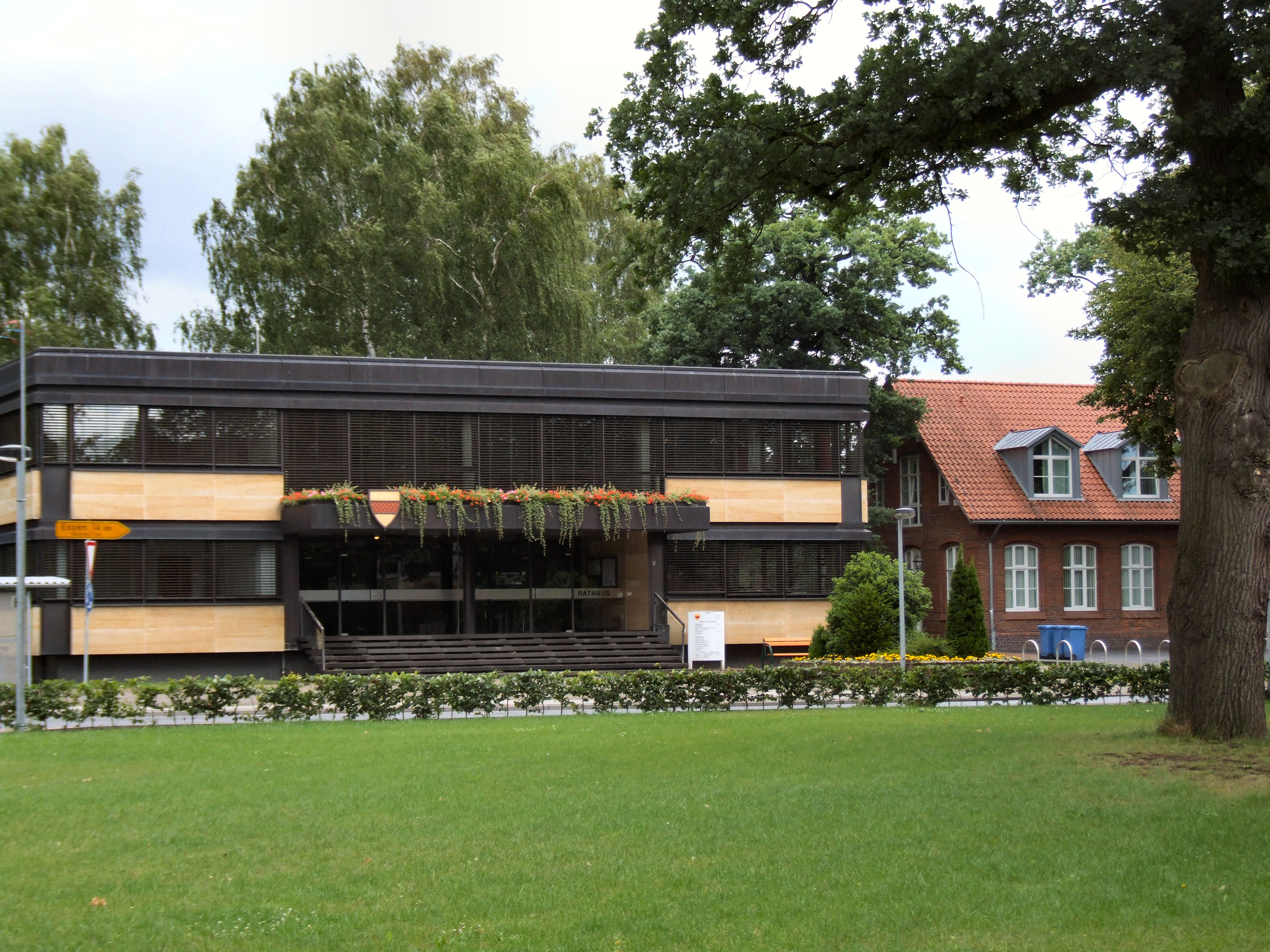
Gemeentehuis Löningen
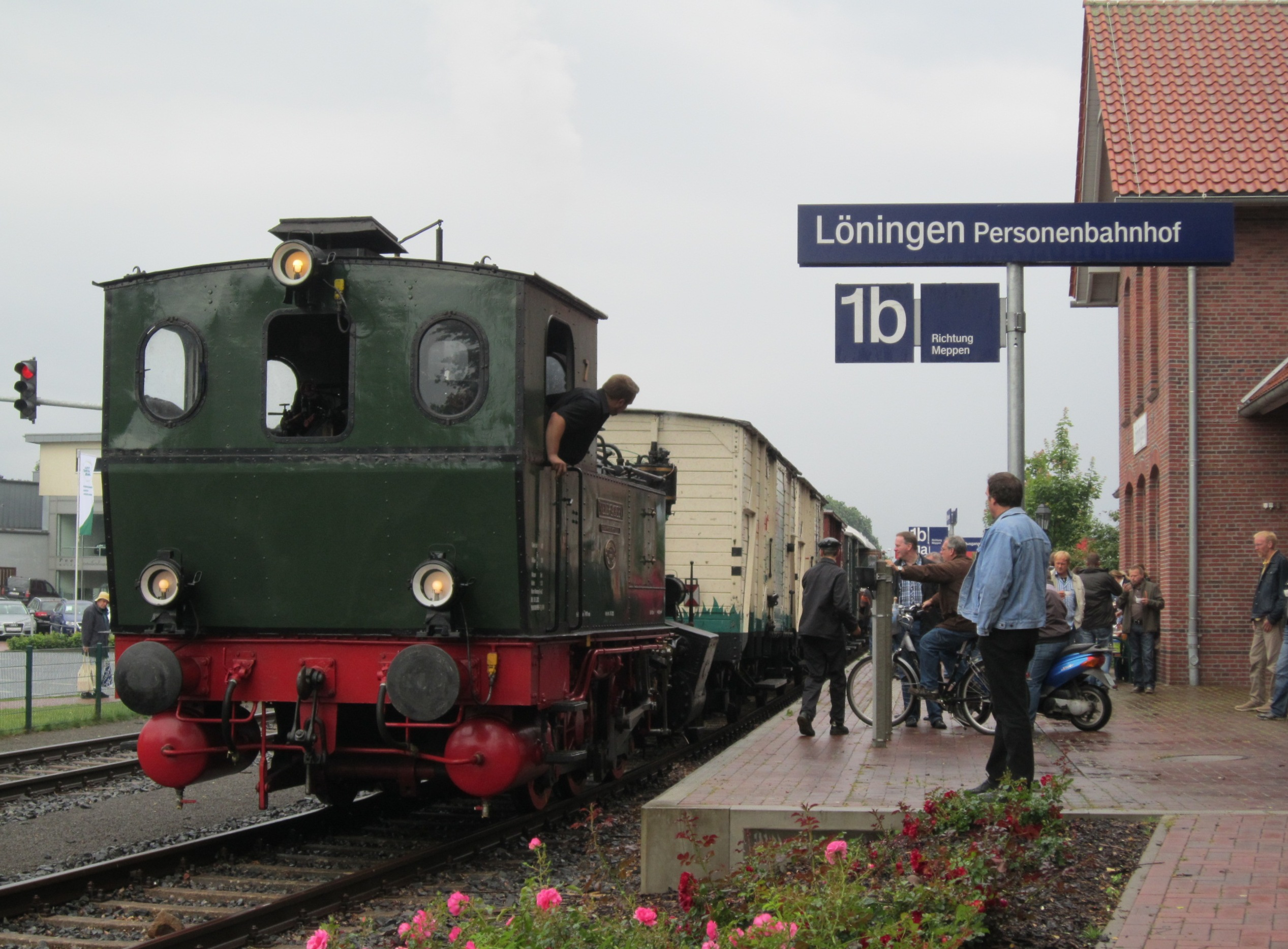
Station Löningen, met toeristische stoomtrein
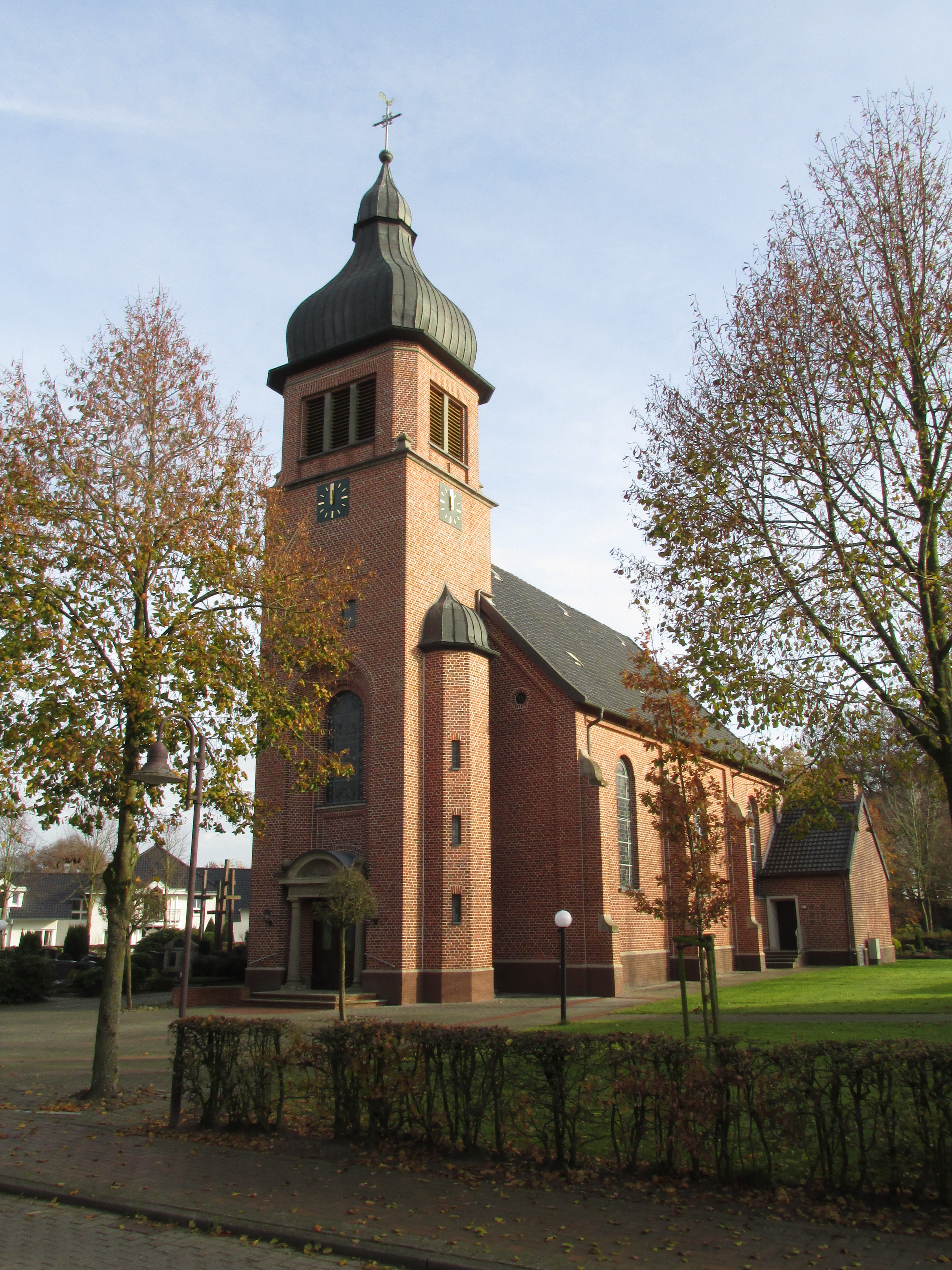
Benstrup, St. Bonifatiuskerk
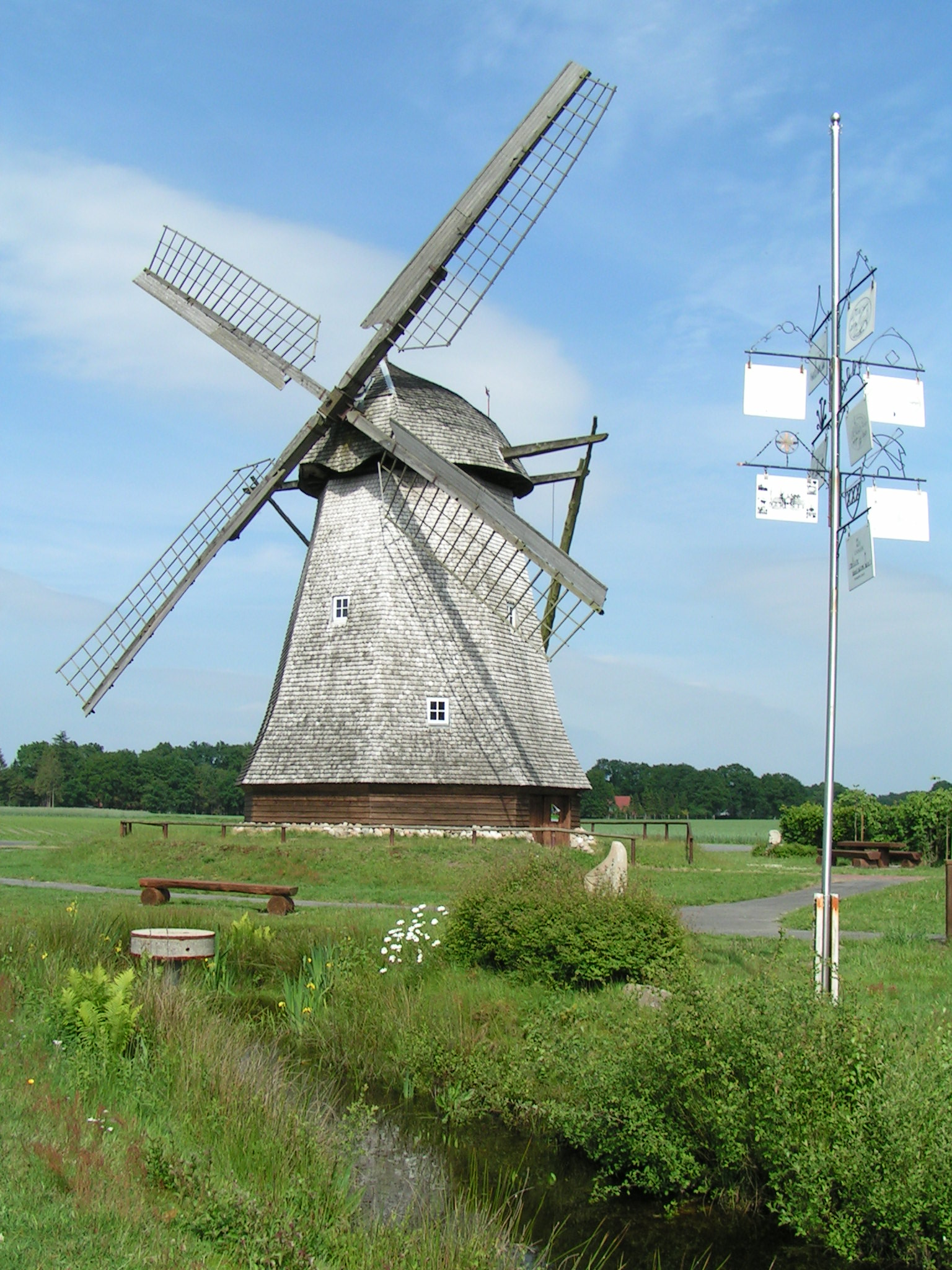
Schutenmühle (windmolen) in Huckelrieden
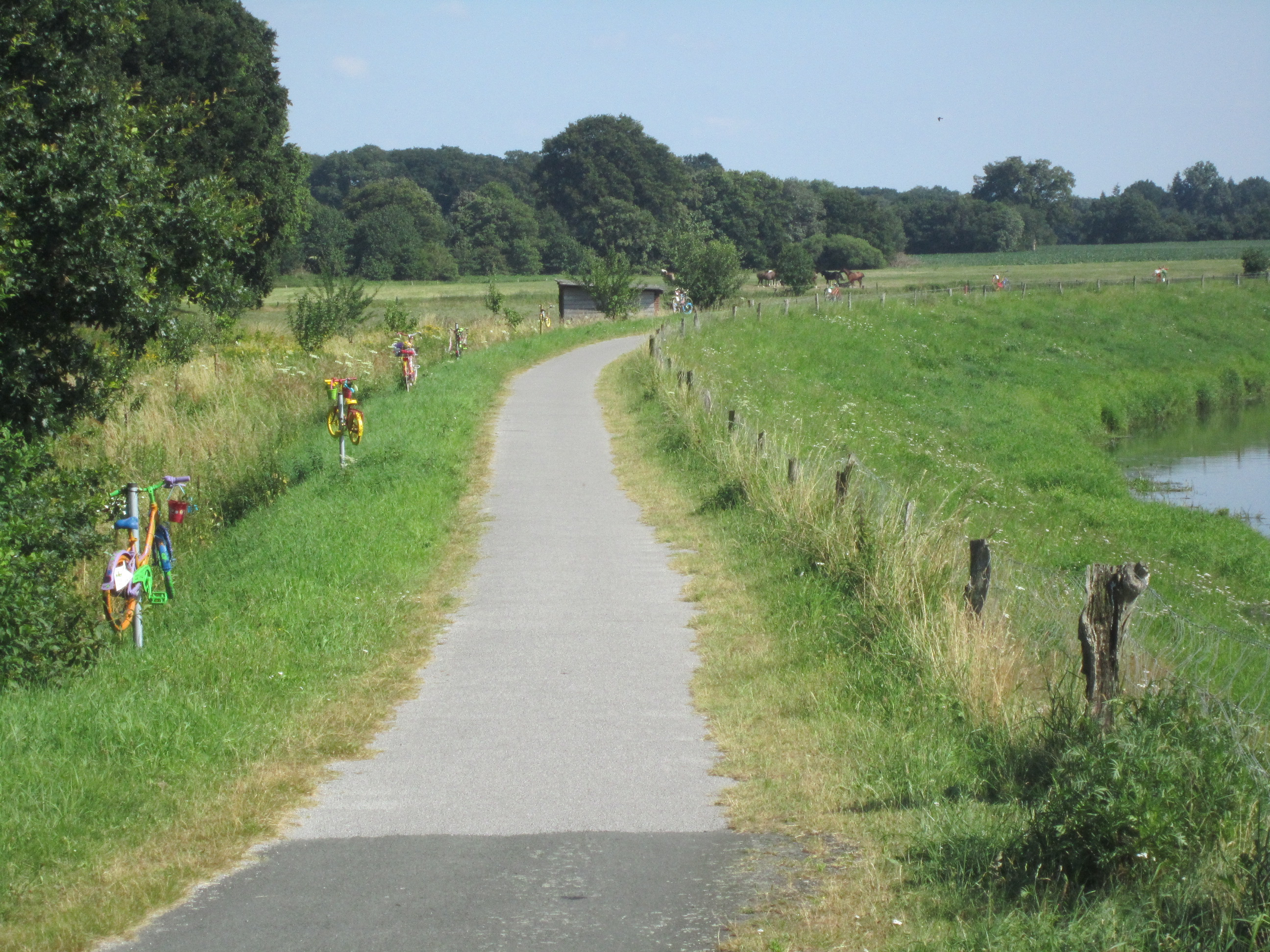
„Löninger Kunstmeile“, kunstroute langs de Hase
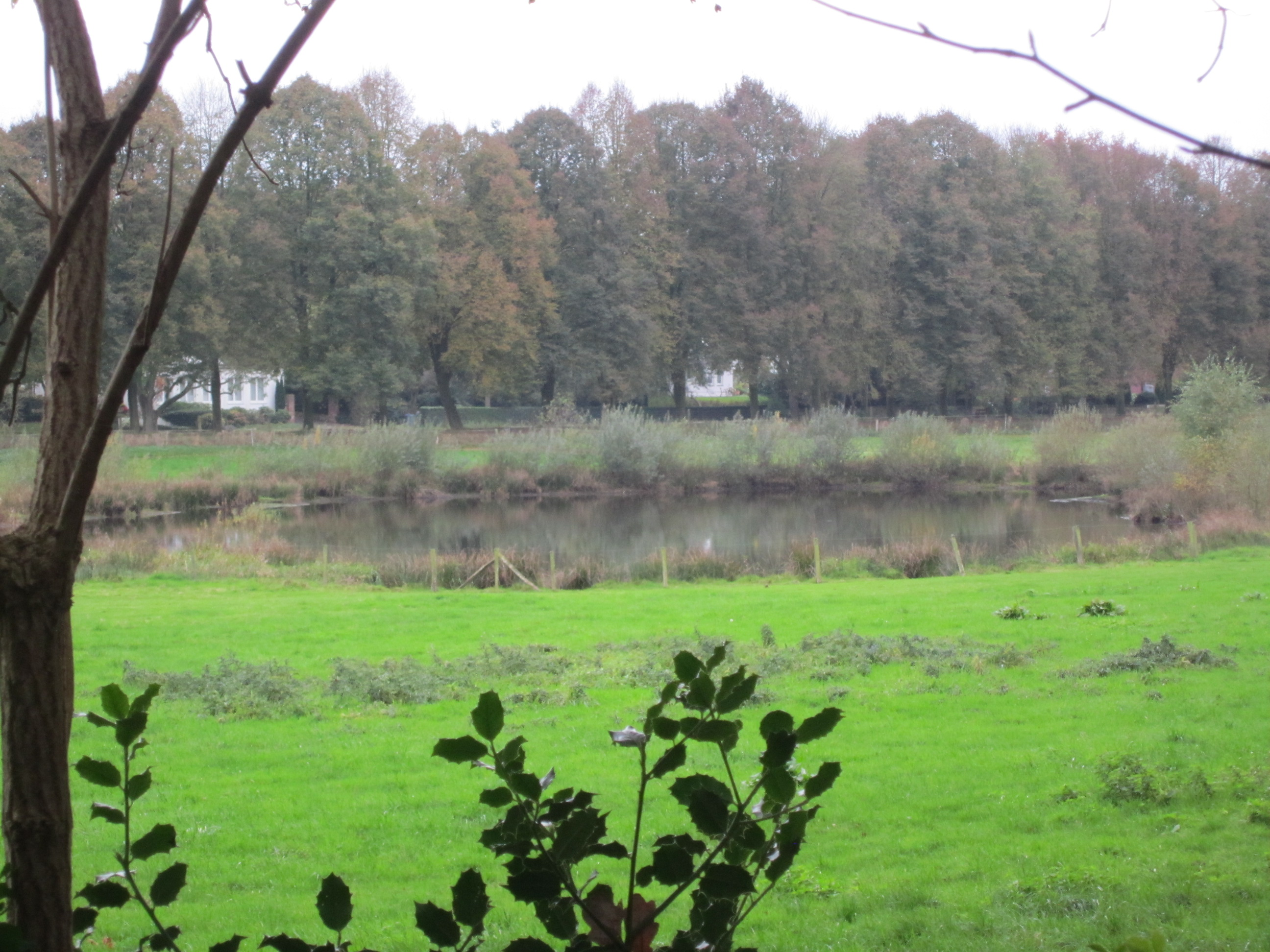
Hase bij Brockhöhe, waar geprobeerd wordt, het natuurlijke oeverlandschap te herstellen
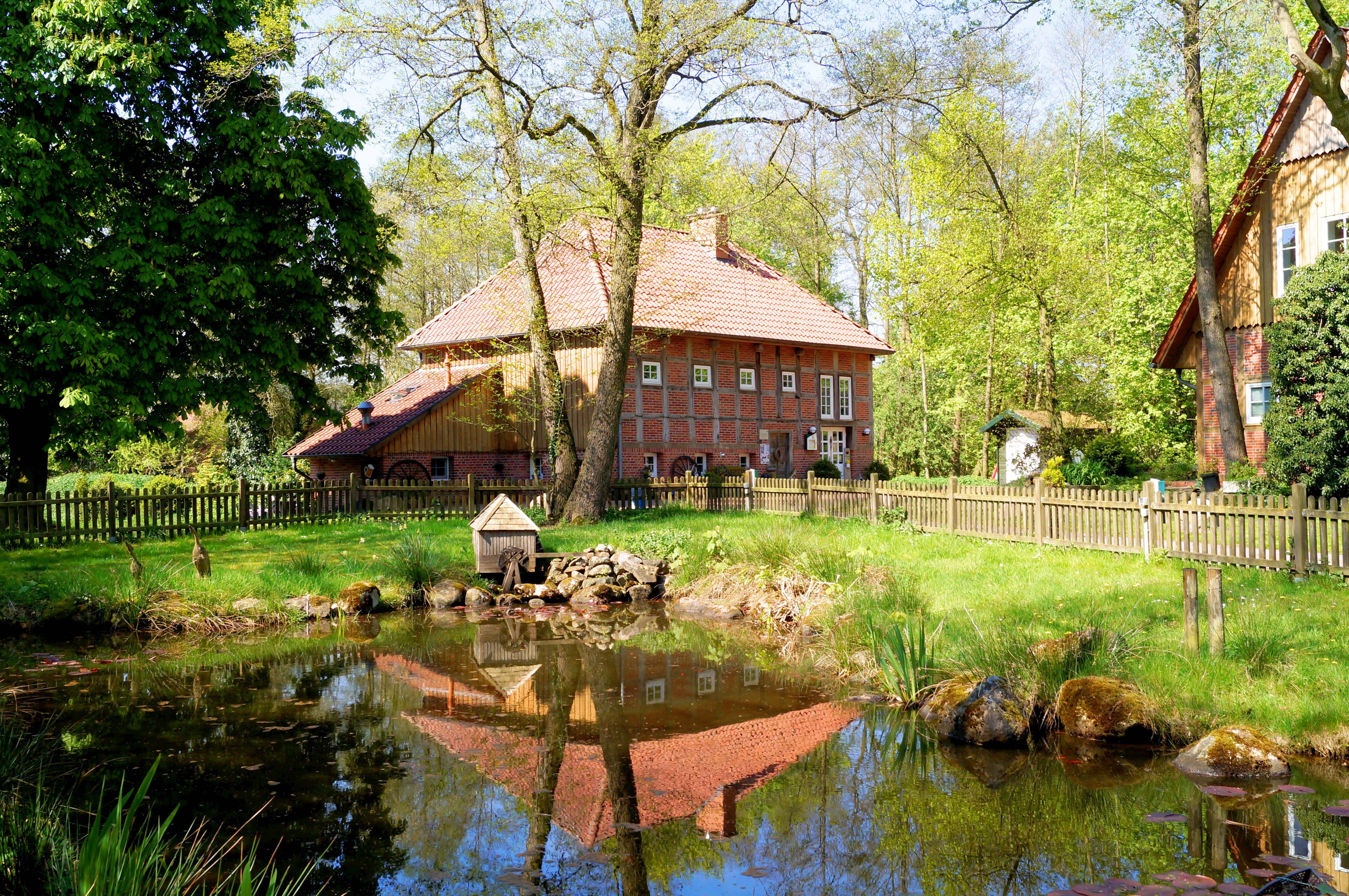
Landgoed Duderstadt met de oude watermolen, tegenwoordig café-restaurant
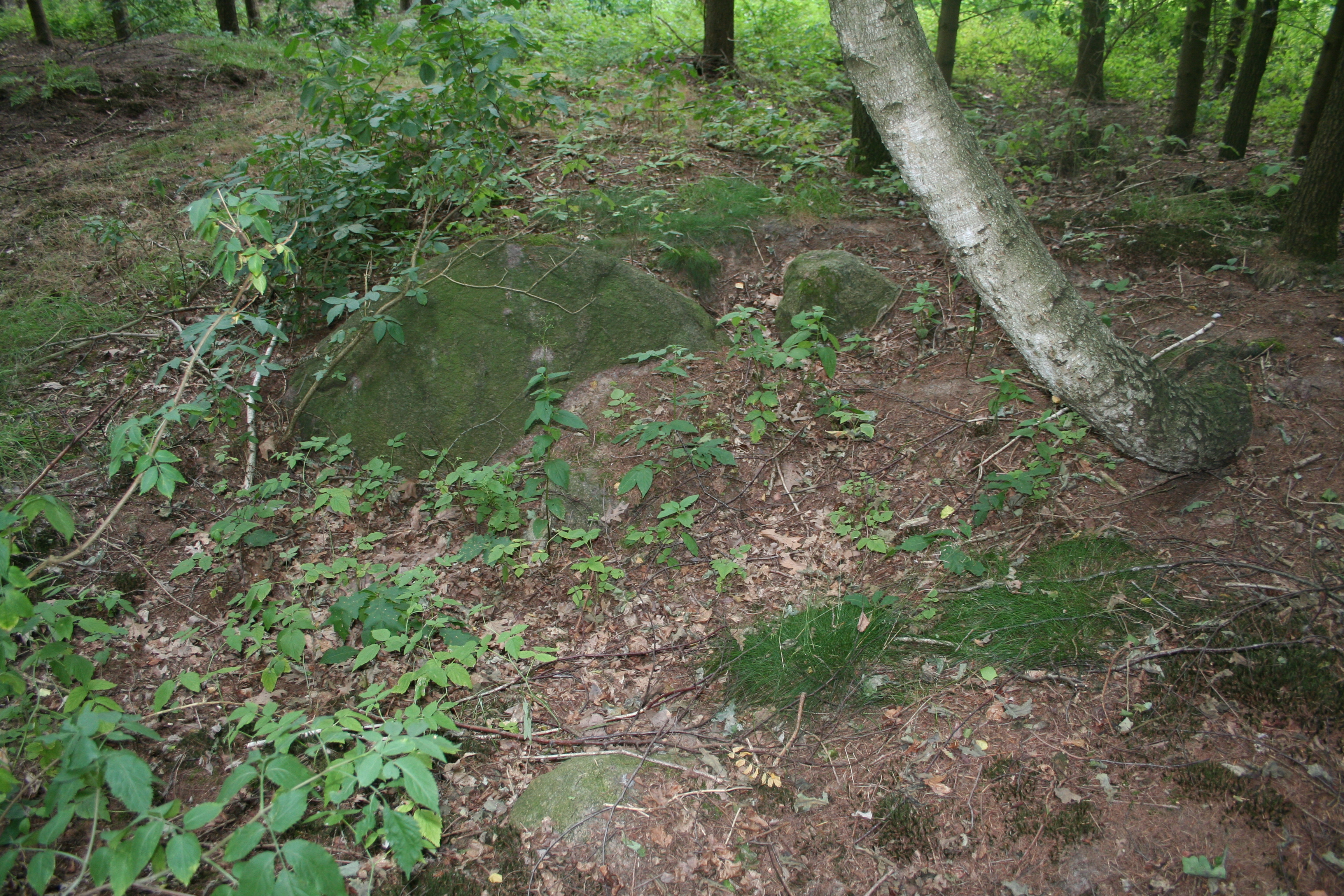
Großsteingrab Wachtum (Sprockhoff-Nr. 870)

Barßel · Bösel · Cappeln · Cloppenburg · Emstek · Essen · Friesoythe · Garrel · Lastrup · Lindern · Löningen · Molbergen · Saterland
- Gemeinsame Normdatei: 4099751-0
- Library of Congress Control Number: n89146897
- MusicBrainz: a39ed218-06c6-4b56-b329-f8b5387390b6
- Nationale Bibliotheek van Israël: 987007565016905171
- Virtual International Authority File: 126788586
- WorldCat: E39PBJtGY9XwXdrphftcv6fjG3